# 斯普林希爾 (喬克托縣)
普斯普林希爾（英語：Pushmataha）是一個位於美國阿拉巴馬州喬克托縣的非建制地區。該地的面積和人口皆未知。

## 地理
普斯普林希爾的座標為31°56′50″N 88°08′14″W / 31.94722°N 88.13722°W，而該地最高點為海拔高度111米（即364英尺）。